# 시릴 마레
시릴 마레(프랑스어: Cyrille Maret, 1987년 8월 11일~)는 프랑스의 유도 선수이다. 2016년 하계 올림픽에서 남자 하프헤비급 동메달을 획득했다.

## 어린 시절과 경력
1987년 디종에서 태어났으며 9세 때인 1996년에 유도를 시작했다. 2002년에 프랑스 유스 국가대표, 2003년에 프랑스 주니어 국가대표로 발탁되었다. 같은 해 7월에는 파리에서 열린 2003년 유럽 유스 올림픽 페스티벌에서 조지아의 레반 고르가제를 꺾으며 우승을 차지했으며 8월에는 아제르바이잔 바쿠에서 열린 2003년 유럽 유스 선수권 대회에서 알레크산드레 그비니아슈빌리를 꺾으며 우승을 차지했다. 2005년에 처음으로 성인 국가대표가 되었다.
2006년 10월 도미니카 공화국 산토도밍고에서 열린 2006년 세계 주니어 선수권 대회에서 리투아니아의 알류스 브라출리스를 꺾고 우승을 차지했다.

## 성인 선수 경력

### 올림픽 이전 경력
2007년 10월에는 벨라루스 민스크에서 열린 2007년 유럽 팀 선수권 대회에 참가하여 프랑스 대표팀의 준우승에 기여했다. 2008년 2월에는 벨기에 비제에서 열린 벨기에 오픈 대회에서 대표팀 동료인 메디 칼둔을 꺾고 금메달을 획득하며 성인 국제 대회 첫 우승을 차지했으며 11월에는 자그레브에서 열린 유럽 U-23 선수권 대회에서 불가리아의 블라고이 이바노프와 러시아의 뱌체슬라프 미하일린를 꺾었으나 리투아니아의 에기듀스 질린스카스와 폴란드의 카츠페르 라렘에게 패하며 7위로 대회를 마쳤다.
2009년 3월에는 폴란드 바르샤바에서 열린 월드컵에서 조지아의 레반 조르졸리아니와 함께 동메달을 땄고 7월에는 각각 페스카라와 베오그라드에서 열린 2009년 지중해 게임과 2009년 하계 유니버시아드에 참가하여 은메달과 금메달을 획득했다. 그는 지중해 게임 결승에서는 이집트의 라마단 다르위시에게 패하여 은메달을 획득했고 유니버시아드 결승에서는 일본의 고바야시 다이스케를 꺾으면서 금메달을 획득했다. 이후 2010년 2월과 5월에 파리와 브라질 리우데자네이루에서 열린 그랜드 슬램 대회에서 각각 5위를 했고 10월에 민스크에서 열린 월드컵에서는 개최국 벨라루스의 야우헨 뱌둘린의 뒤를 이어 은메달을 획득했다. 같은 해 12월에는 대한민국 수원에서 열린 월드컵에서 개최국 대한민국의 박선우에게 패했으나 몽골의 바톨깅 테물렝과 함께 동메달을 획득했다.
2011년에는 프랑스 국유 철도 보안 경찰 스포츠팀에 입단했으며 같은 해 4월 바르샤바에서 열린 월드컵에서 헝가리의 퍼르커시 발린트를 꺾고 우승했다. 4월에는 튀르키예 이스탄불에서 열린 2011년 유럽 선수권 대회에서 라트비아의 예우게니스 보로다우코와의 동메달 결정전에서 패하면서 5위에 올랐다. 유럽 선수권 대회 이후인 5월 러시아 모스크바에서 열린 그랜드 슬램 대회에서는 이스라엘의 아리엘 제비의 뒤를 이어 은메달을 획득했다. 11월에 아부다비에서 열린 그랑프리 대회와 12월에 제주에서 열린 월드컵에서는 각각 동메달 결정전에서 네덜란드의 헹크 흐롤과 스웨덴의 마르틴 파세크에게 패하면서 5위를 했다. 이듬해인 2012년에는 2월에 열린 3번의 국제 대회에서 모두 동메달 결정전에서 승리를 내주면서 5위를 기록했다. 첫 대회인 파리 그랜드슬램에서는 몽골의 테물렝, 오스트리아의 오버바르트에서 열린 월드컵에서는 벨기에의 엘코 판 데르 헤이스트, 뒤셀도르프에서 열린 그랑프리 대회에서는 대한민국의 황희태에게 패하면서 동메달을 놓쳤다. 하지만 2월 26일 체코 프라하에서 열린 월드컵에서는 조지아의 노다르 메트레벨리를 꺾으며 동메달 획득에 성공했다. 
2013년 2월 파리 그랜드 슬램에서 스웨덴의 파세크를 꺾고 동메달을 획득하며 시즌을 시작했고 같은 달에 열린 뒤셀도르프 그랑프리에서 일본의 오노 다카시를 누르면서 우승을 차지했다. 4월에는 헝가리 부다페스트에서 열린 2013년 유럽 선수권 대회에서 이스라엘의 오르 사손을 꺾으면서 보로다우코와 함께 동메달을 획득했다. 이는 마레가 획득한 첫 유럽 선수권 대회 메달이다. 5월에는 러시아 튜멘에서 열린 월드 마스터스 대회에 참가하였으며 준결승에서 네덜란드의 흐롤에게 패했으나 동메달 결정전에서 우즈베키스탄의 람지딘 사이도프를 꺾으며 동메달을 차지했다. 같은 해 8월 리우데자네이루에서 열린 2013년 세계 선수권 대회에 참가했으며 3차전 상대인 우즈베키스탄의 소이프 쿠르바노프와 패자부활전 첫 상대인 오노 다카시에게 패하면서 7위로 대회를 마쳤다. 이후 11월에 열린 아부다비 그랑프리에서도 쿠르바노프에게 패하면서 7위를 했으나 12월에 도쿄에서 열린 그랜드 슬램에서는 파세크를 꺾으면서 동메달을 따냈다.
2014년 2월에는 파리 그랜드 슬램에서 체코의 루카시 크르팔레크를 꺾으며 우승을 차지했으며 3월에 튀르키예 삼순에서 열린 그랑프리 대회에서도 러시아의 아들란 비술타노프를 꺾고 국제 대회 2연속 우승을 달성했다. 4월에는 몽펠리에에서 열린 2014년 유럽 선수권 대회에 참가했으며 준결승에서 체코의 크르팔레크에게 패했으나 동메달 결정전에서 독일의 카를리하르트 프라이를 꺾으면서 동메달을 획득했다. 또한 같은 대회 단체전에서도 프랑스 대표팀에 참가하여 동메달 획득에 공헌했다. 이후 7월에 독일 진델핑겐에서 열린 유러피언컵에 참가하여 폴란드의 카밀 그라보프스키를 꺾고 우승을 차지했으며 8월에는 러시아 첼랴빈스크에서 열린 2014년 세계 선수권 대회에 참가하여 3회전까지 진출했으나 아랍에미리트의 이반 레마렌코와 독일의 프라이에게 패하며 7위를 기록했다. 같은 해 11월에는 아부다비 그랑프리에서 벨기에의 토마 니키포로브를 꺾으며 3위에 올랐으며 12월에는 도쿄 그랜드 슬램에서 대한민국의 조구함의 뒤를 이어 준우승을 차지했다. 이듬해인 2015년 2월에는 뒤셀도르프 그랑프리에 참가하여 3회전에서 이집트의 다르위시에게 패했으나 패자부활전에서 카자흐스탄의 막심 라코프와 대한민국의 조구함을 꺾으며 동메달을 획득했다. 6월에는 아제르바이잔 바쿠에서 열린 2015년 유러피언 게임에 참가했으며 이스라엘의 페테르 팔치크와 독일의 프라이를 꺾으며 준결승에 진출했다. 준결승에서는 체코의 크르팔레크에게 패했으나 동메달 결정전에서 독일의 디미트리 페터스를 꺾으며 동메달을 획득했다. 같은 대회 단체전에도 출전했으며 러시아의 키릴 데니소프에게 승리를 내줬으나 조지아의 아담 오크루아슈빌리를 꺾으면서 단체전 우승에 기여했다. 8월에는 카자흐스탄 아스타나에서 열린 2015년 세계 선수권 대회에 참가하여 3회전에 진출했으나 일본의 하가 류노스케와 벨기에의 니키포로브에게 패하면서 5위로 대회를 마쳤다. 이후 10월에 열린 파리 그랜드 슬램 대회에서 브라질의 하파에우 부자카리니를 꺾으면서 우승을 차지했으며 12월에는 도쿄 그랜드 슬램 대회에 참가하여 아제르바이잔의 엘마르 가스모프와 함께 3위에 올랐다. 

### 올림픽과 이후 경력
2016년 2월에는 파리 그랜드 슬램 대회에서 캐나다의 카일 레이스를 꺾고 우승을 차지했으며 5월에는 멕시코 과달라하라에서 열린 월드 마스터스 대회에서 가스모프의 뒤를 이어 준우승을 차지했다. 같은 해 8월 리우데자네이루에서 열린 2016년 하계 올림픽에 참가하면서 선수 경력 처음으로 올림픽에 참가했다. 그는 말리의 아유바 트라오레를 시작으로 네덜란드의 흐롤, 조지아의 베카 그비니아슈빌리를 연달아 꺾으며 준결승에 올랐으며 준결승에서는 체코의 크르팔레크에게 누르기를 통한 한판승을 내줬다. 이후 동메달 결정전에서 독일의 프라이를 꺾으면서 일본의 하가와 함께 동메달을 획득하게 되었다. 같은 해  12월에는 도쿄 그랜드 슬램 대회에 참가하여 결승에 올랐고 결승에서 러시아의 데니소프에게 패하여 은메달을 획득했다.
이듬해인 2017년 2월에 열린 파리 그랜드 슬램에서는 결승에서 일본의 이이다 겐타로에게 패하며 준우승을 차지했으며 4월에는 바르샤바에서 열린 2017년 유럽 선수권 대회에 참가하여 아제르바이잔의 엘한 맴매도프의 뒤를 이어 준우승을 했다. 같은 해 9월에는 부다페스트에서 열린 2017년 세계 선수권 대회 혼성 단체전에서 프랑스팀의 일원으로 동메달을 획득했고 10월에 열린 아부다비 그랑프리에서 폴란드의 마치에이 사르나츠키를 꺾고 우승했다. 2018년 2월에는 파리 그랜드 슬램에 참가하였으며 준결승에서 조구함에게 패하고 동메달 결정전에서는 팔치크를 꺾으면서 3위에 올랐다. 이후 4월에는 이스라엘 텔아비브에서 열린 2018년 유럽 선수권 대회에서 니키포로브의 뒤를 이어 은메달을 획득했으며 9월에 바쿠에서 열린 2018년 세계 선수권 대회 혼성 단체전에서는 헝가리의 보르 버르너와 러시아의 카즈베크 잔키시예프를 꺾으면서 조국의 준우승을 도왔다. 10월에 멕시코 캉쿤에서 열린 그랑프리 대회에서는 우루과이의 파블로 아프라미안과 에스토니아의 그리고리 미나슈킨을 꺾었으나 러시아의 니야스 빌랄로프와 브라질의 부자카리니에게 패하며 5위에 올랐다.
2019년 6월 벨라루스 민스크에서 열린 2019년 유러피언 게임에 참가했다. 준결승에서 조지아의 바를람 리파르텔리아니에게 패했으나 동메달 결정전에서 벨라루스의 다니옐 무케테를 꺾으며 동메달을 획득했다. 또한 같은 대회 혼성 단체전에도 출전하여 아제르바이잔의 우샨기 코카우리, 포르투갈의 조르즈 폰세카, 벨라루스의 미키타 스비리트를 꺾으면서 동메달을 추가했다. 같은 해 9월에는 도쿄에서 열린 2019년 세계 선수권 대회 혼성 단체전에서 프랑스팀의 은메달 획득에 기여했다. 11월에는 오스트레일리아 퍼스에서 열린 오세아니아 오픈에서 우크라이나의 안톤 스타비츠키를 꺾으며 동메달을 획득했으며 이후 코로나19 범유행으로 인해 대회들이 취소되면서 경기에 나서지 않다가 2021년 4월에는 포르투갈 리스본에서 열린 2021년 유럽 선수권 대회에 참가하여 7위를 했다. 같은 해 6월에는 부다페스트에서 열린 2021년 세계 선수권 대회 혼성 단체전에서 네덜란드의 유르 스페이커르스를 꺾으며 대표팀의 준우승에 기여했다. 10월에는 파리 그랜드 슬램에서 러시아의 이날 타소예프의 뒤를 이어 준우승을 차지했다.
이후 2022년 유도 선수 생활을 마쳤다.